# Balbina Herrera
Balbina del Carmen Herrera Araúz (Ciudad de Panamá, 24 de noviembre de 1954) es una política panameña y miembro del Partido Revolucionario Democrático.

## Estudios
Herrera es egresada del Instituto Nacional de Panamá en 1974, y realizó sus estudios superiores en la Universidad de Panamá, donde concluyó con honores como Ingeniera Agrónoma en 1980. En este mismo centro de estudios, se recibió como profesora de segunda enseñanza y obtuvo varios postgrados. 
Cuando cursaba el cuarto año universitario, impulsada por su hermana Juana Herrera, se inscribió en la Federación de Estudiantes de Panamá (FEP), etapa en la que empezó a relacionarse con la dirigencia estudiantil.
A lo largo de su vida, ha pertenecido a otras varias agrupaciones, entre éstas las Columnas Juveniles 9 de enero, Federación de Mujeres Democráticas, Asociación de Mujeres de Panamá Este, Miembro del Ejecutivo del Frente Continental contra la Agresión, Comité Cívico Los Andes, Colegio de Agrónomos de Panamá, Frente para San Miguelito del Batallón de la Dignidad y Presidenta de la Asociación de Alcaldes de Panamá. Su vida política la inició en 1979 cuando se inscribió en el Partido Revolucionario Democrático (PRD).

## Vida política
De 1984 a 1989, último quinquenio del gobierno de Manuel Antonio Noriega, se desempeñó como alcaldesa electa del distrito de San Miguelito. Durante ese período sostuvo fuertes y duros enfrentamientos con la Cruzada Civilista, que se oponía al gobierno militar de Noriega, del cual Herrera, por su posición e influencia, fue una colaboradora política; de hecho, para la invasión estadounidense en 1989, el General Noriega fue a refugiarse en la casa de Balbina Herrera, a pesar de que ésta no estaba en el país.[cita requerida]
Su famosa expresión según sus oponentes era "Civilista Visto, Civilista Muerto" que fue pronunciada precisamente en el distrito de San Miguelito en donde fue asesinado Alexis Baúles, un integrante de la Cruzada Civilista Nacional por paramilitares infiltrados y miembros de la dictadura del General Noriega. En una manifestación pacífica, y en donde Balbina Herrera era alcaldesa de ese popular distrito y junto con Virgilio Periñán (su exesposo), siendo coordinadores de Frente para San Miguelito del Batallón de la Dignidad, según los opositores estos atacaron a los participantes de la marcha con armas de fuego, hecho que no se pudo comprobar con exactitud por la falta de pruebas.
En el año 1989 fue elegida como legisladora de la república, órgano del Estado en el que estuvo por tres períodos consecutivos (1989-1994,1994-1999,1999-2004) y en el que hizo historia al convertirse en la primera y única mujer en presidir este parlamento, y donde se caracterizó por su fuerte carácter y el fomento de leyes de corte social, pero a la vez colaboró con normas de corte neoliberal como las reformas al Código de Trabajo y la privatización de entes estatales. 
Estuvo relacionada en el escandaloso caso CEMIS, en donde fue involucrada junto a otros legisladores, apareciendo en las notas del presidente de ese Consorcio Stephen Jones, pero solamente prestó declaraciones en el Ministerio Público.
Durante ese periodo en la Asamblea Legislativa, fue elegida Vicepresidenta del Parlamento Latinoamericano y miembro de la Junta Directiva del Fondo de Emergencia Social (FES) ,donde participó activamente en diversas comisiones, entre las cuales se puede mencionar la de comercio, relaciones exteriores, asuntos de la mujer, asuntos agropecuarios, salud y obras públicas, entre otras. 
En 2004, el presidente de la República, Martín Torrijos, la designó como Ministra de Estado en su Gabinete Ejecutivo, para presidir la cartera de vivienda.

### Candidatura presidencial en 2009
En marzo de 2008, obtuvo nuevamente la presidencia de su partido en el VIII Congreso Nacional del PRD, al vencer al expresidente Ernesto Pérez Balladares. A partir de allí, debido a las presiones internas de esta agrupación política, sumadas a las cada vez más insistentes solicitudes de la sociedad en general, decidió postularse para la candidatura presidencial por parte de su partido en las elecciones primarias. Esto la llevó a enfrentarse, en una fuerte campaña, al alcalde capitalino Juan Carlos Navarro y al exministro de Desarrollo Agropecuario y ex Legislador Laurentino Cortizo. Siendo favorita por amplio margen en todas las encuestas de opinión, Balbina Herrera obtuvo la victoria el 7 de septiembre de 2008 con el 48% de los votos de los adherentes del PRD: apenas 5% de diferencia de Navarro, quien sobresalió en toda de la campaña con una fuerte inversión en publicidad, casi el doble que Herrera, quien mantuvo un modo proselitista más sencillo. Su lema principal era "Con Balbina 'De Corazón' ".
De esta manera, Herrera se sumó a Guillermo Endara de Vanguardia Moral de la Patria y Ricardo Martinelli de Cambio Democrático como candidata a la presidencia de la República para las elecciones generales de mayo de 2009, en las que partió como una de las favoritas de las encuestas de opinión, pues inclusive, antes de oficializar su postulación, se encontraba en el primer lugar. Sin embargo, en encuestas posteriores, fue desplazada a un segundo lugar detrás de Ricardo Martinelli.
A finales del mes de noviembre de 2008, Balbina Herrera, en medio de una entrevista informal y mientras visitaba a unos damnificados, confirmó que su reciente adversario en las elecciones primarias, Juan Carlos Navarro, sería su vicepresidente. Con esa elección, Herrera buscaba sellar de manera contundente la grave dicotomía que tenía el PRD desde las primarias. Asimismo, la elección de Navarro supuso una estrategia política que buscaba no solo enviar el mensaje de unidad, característica del PRD,  para tranquilizar a algunos sectores que simpatizaban más con Navarro. De esta forma, Herrera, a pesar de ser la última candidata presidencial en oficializar su candidatura, fue la primera en definir su compañero de fórmula para las elecciones de mayo de 2009.
Desde la oficialización de su candidatura, Herrera hizo frente a duros cuestionamientos de su pasado político, e inclusive, de la actual gestión de gobierno. Se le ha vinculado con el gobierno del Presidente de Venezuela, Hugo Chávez, y la senadora colombiana Piedad Córdoba; relaciones supuestamente coordinadas a través del miembro de su campaña, el diputado Héctor Alemán, lo que no ha podido ser confirmado por ninguna vía y que inclusive ha sido negado por funcionarios del gobierno venezolano.
Herrera estuvo relacionada, junto con sus familiares, a un escándalo de importación de cebollas —posiblemente contaminadas— a Panamá. Asimismo, la exdiputada Haydée Milanés de Lay, le ha acusado de hacer una "persecución política" y la responsabiliza del despojo de su nacionalidad panameña; a pesar de que no ha mostrado ninguna prueba de ello. Por otro lado, en un debate presidencial, antes de las primarias de su partido, los moderadores le hicieron preguntas relacionadas con su relación con Manuel Antonio Noriega, y las respuestas de Herrera fueron manejadas con esquivas y negación.
Durante la campaña se le investigó por donaciones provenientes de David Murcia, arrestado en Panamá por lavado de dinero y esquemas piramidales, declaraciones hechas por él mismo. Aunque posteriormente se desestimó la denuncia por falta de pruebas, pues Murcia no quiso testificar ante las autoridades panameñas, esto levantó cierta suspicacia, ya que Herrera era la candidata del Gobierno que logró su arresto y por haber intentado lo mismo en Colombia. Esto provocó se le levantara el fuero electoral a Herrera y a su contendor Ricardo Martinelli, luego que también lo denunciara por hacer negocios comerciales con el acusado a través de sus empresas.
El 3 de mayo de 2009, en las elecciones generales de Panamá, Herrera recibió el 37% de los votos (597.417) frente al 60% (950.367) de Ricardo Martinelli;  lo que le significó un importante descalabro a su partido político. La derrota, de más de 20 puntos porcentuales, no ha tenido precedente en la historia reciente de la política panameña.
Herrera no negó la posibilidad de una nueva candidatura en 2014 y se autoproclamó líder de la oposición al nuevo Gobierno. Además, ha enfrentado una nueva crisis en el partido que preside, provocado por la derrota y las aspiraciones de nuevas figuras en busca de nuevos liderazgos, entre ellas de su excompañero de fórmula Juan Carlos Navarro y Moisés Salazar.

### Vida posterior
Junto a otros miembros del Comité Ejecutivo Nacional del PRD, presentó su renuncia al cargo que ocupaba como presidenta del partido luego de las elecciones de 2009, a fin de viabilizar un reforzamiento de la estructura organizacional y funcional que permitiría una oposición fuerte.[cita requerida]
En el 2012 anunció intenciones de correr por la alcaldía de la Ciudad de Panamá, sin embargo, fue vencida en las elecciones primarias del PRD por el diputado José Luis Fábrega, quien capitalizó más del 60% de los votos.
En octubre de 2013 fue juzgada por divulgar correos electrónicos del presidente Ricardo Martinelli, que vinculan supuestamente a una red de corrupción asociada con el empresario italiano Valter Lavitola y el consorcio Fincmeccanica por soborno a gobernantes extranjeros. El 11 de octubre fue condenada a tres años de prisión y la inhabilitación para ejercer un cargo público por el mismo período, que se cumplirán luego de la condena de cárcel.